# 이마이촌 (아이치현)
이마이촌(今井村)은 아이치현 니와군에 설치되었던 촌이다. 현재의 이누야마시 동부에 해당한다.